# Маримуртра
Маримуртра (исп. Jardí Botànic Marimurtra, на каталанском это название пишется в три слова — Mar i Murtra, что обозначает «Море и миртовое дерево») — ботанический сад в городе Бланес (Испания, автономное сообщество Каталонии).
В саду Маримуртра собрана уникальная коллекция растений со всего мира. Свыше 3000 растений составляют живой музей на побережье Коста-Брава.

## История
Сад создавался в начале 1920-х годов учёным-биологом, каталонцем немецкого происхождения Карлом Фаустом (1874—1952) и его сподвижниками. Для ботанического сада был выбран участок площадью 14 га с потрясающими видами на море на восточном склоне утеса Сан-Хуан в Бланесе неподалеку от Барселоны. Всю свою дальнейшую жизнь, уйдя в 1924 году с руководящих постов, оставив карьеру, 50-летний Карл Фауст посвятил своей мечте — любимому ботаническому саду. Для реализации своих идей и создания гармоничного ландшафтного пространства им привлекались лучшие архитекторы, ландшафтные дизайнеры и ботаники своего времени.